# Marvin Pieringer
Marvin Pieringer (* 4. Oktober 1999 in Bad Urach) ist ein deutscher Fußballspieler. Er ist flexibel im Angriff einsetzbar und steht seit Anfang Juli 2023 beim Bundesligisten 1. FC Heidenheim unter Vertrag.

## Karriere
Pieringer spielte als Kind zunächst in der Metropolregion Stuttgart beim TV Bempflingen und der TuS Metzingen. Als D-Jugendlicher wechselte er zum SSV Reutlingen 05, wo er den Rest seiner fußballerischen Ausbildung genoss. Bereits im Oktober 2017 rückte Pieringer nach Erlangung seiner Volljährigkeit in den Kader der ersten Mannschaft auf und war für diese bis Saisonende durchgängig in der Oberliga im Sturmzentrum oder hinter der Spitze Sidy Niang aktiv. Zur Regionalligasaison 2018/19 verpflichtete der Bundesligist SC Freiburg den Offensivspieler für seine U23, nachdem er bereits im vorangegangenen Winter ein Probetraining absolviert hatte. Pieringer wurde von Trainer Christian Preußer regelmäßig eingesetzt, manches Mal auch auf dem linken Flügel, und war nach Christoph Daferner und Fabian Rüdlin der dritteffektivste Angriffsspieler des SC. Preußer lobte seinen Spieler, der unter professionellen Trainingsbedingungen athletischer wurde und schnell lernte, seine Größe im Zweikampf besser einzusetzen, als „fleißigen Arbeiter“ und erkannte auch Steigerungen in Bezug auf dessen Fähigkeiten in der Ballbeherrschung und beim Vorbereiten von Toren.
Im Januar 2019 und 2020 durfte Pieringer jeweils mit den Profis von Trainer Christian Streich ins Wintertrainingslager und kam dort auch in einem Testspiel zum Einsatz.  In der Saison 2020/21 erzielte er in den ersten neun Spielen in der Regionalliga zwölf Tore. Allein beim 4:2-Auswärtssieg beim TSV Steinbach Haiger am 21. Oktober 2020 markierte Pieringer alle vier Treffer und stellte damit den Rekord für die meisten Treffer in einem Spiel der Liga ein. Zum Zeitpunkt der verkürzten Winterpause Ende Dezember war er der beste Torjäger der Regionalliga Südwest und stand mit seinem Team auf dem ersten Rang.
Aufgrund mangelnder Perspektiven im Bundesligateam, in dem Vincenzo Grifo, Nils Petersen und Lucas Höler regelmäßig spielten, verlieh Freiburg ihn Anfang Januar 2021 bis zum Ende der Zweitligasaison 2020/21 an die Würzburger Kickers. Diese standen zu diesem Zeitpunkt auf dem letzten Platz, hatten sieben Zähler Rückstand auf den Relegationsplatz und im Schnitt ein Tor pro Spiel erzielt, was den zweitschlechtesten Wert darstellte. Der Freiburger Sportdirektor Klemens Hartenbach betonte unter dem Gesichtspunkt einer mit dem Leihgeschäft einhergehenden Vertragsverlängerung, dass man langfristig mit dem Spieler planen würde. Sowohl Würzburgs Sportvorstand Sebastian Schuppan wie auch der Cheftrainer Bernhard Trares bezeichneten den 21-Jährigen als „hochveranlagten, wuchtigen und wendigen Wunschspieler“. Für die Kickers stand er im Nachholspiel des 12. Spieltags beim 1:1 gegen den FC St. Pauli als alleinige Spitze in der Startelf und verwandelte nach neun Minuten einen an ihm verursachten Foulelfmeter. Pieringer kam bis zum Saisonende auf 20 Zweitligaeinsätze (18-mal von Beginn) und erzielte 6 Tore. Allerdings konnte er damit den Abstieg der Kickers in die 3. Liga nicht verhindern.
Zur Saison 2021/22 wurde Pieringer an den Bundesliga-Absteiger FC Schalke 04 weiterverliehen, der über eine Kaufoption verfügt. Dort blieb ihm hinter dem Torschützenkönig Simon Terodde und Marius Bülter nur die Jokerrolle. Er steuerte in 23 Einsätzen (7-mal in der Startelf) 2 Tore zum direkten Wiederaufstieg in die Bundesliga bei.
In der Sommerpause 2022 zogen die Schalker die Kaufoption, woraufhin er einen neuen Vertrag bis zum 30. Juni 2024 unterschrieb. Ende Juli 2022 wechselte der Stürmer bis zum Ende der Saison 2022/23 auf Leihbasis zum Zweitligisten SC Paderborn 07.
Im Sommer 2023 wechselte er zum Bundesligaaufsteiger 1. FC Heidenheim. Sein Bundesligadebüt gab er am 19. August 2023 (1. Spieltag) bei der 0:2-Niederlage im Auswärtsspiel gegen den VfL Wolfsburg. Eine Woche später erzielte er bei der 2:3-Niederlage im Heimspiel gegen die TSG 1899 Hoffenheim mit dem Treffer zum 2:1 in der 58. Minute sein erstes Bundesligator.